# Hypolithus abbreviatus
Hypolithus abbreviatus är en skalbaggsart som först beskrevs av Thomas Say.  Hypolithus abbreviatus ingår i släktet Hypolithus och familjen knäppare. Inga underarter finns listade i Catalogue of Life.